# Технологічне безробіття

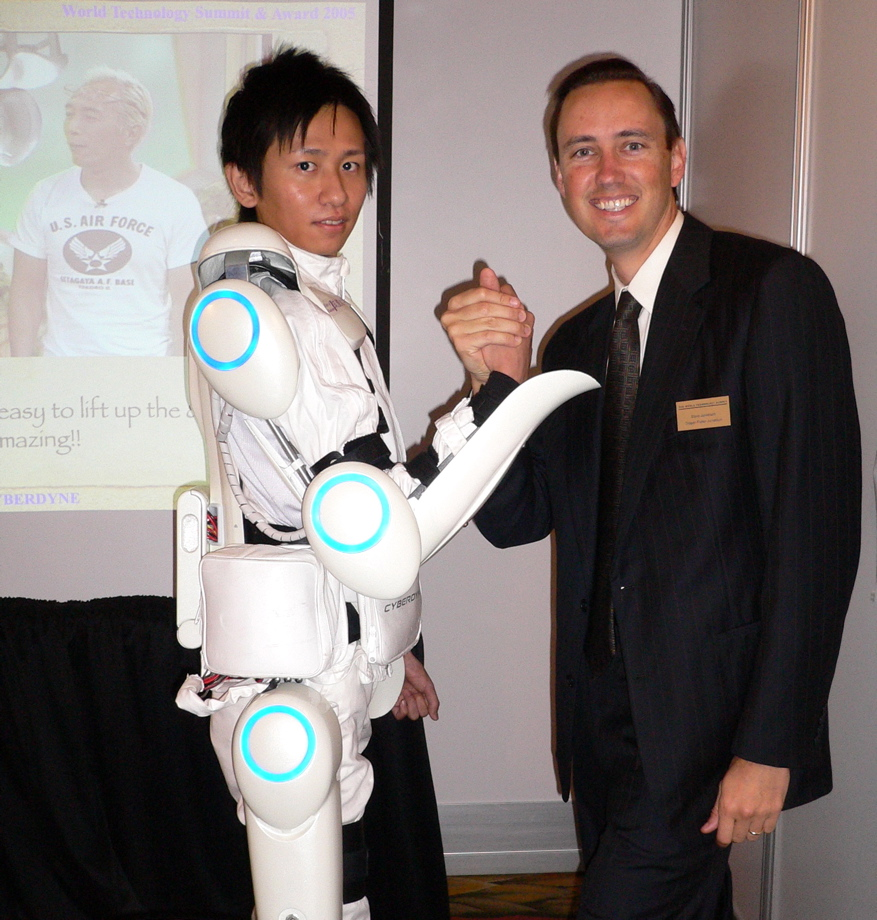
У XXI столітті роботи стали працювати не тільки в промисловості, але і у сфері послуг, виконуючи завдання аніматорів і доглядальниць. На фото — експериментальний екзоскелет HAL для людей, які страждають руховою дисфункцією.

Технологічне безробіття — це втрата робочих місць, спричинена технологічними змінами. Такі зміни зазвичай включають в себе впровадження трудозберігаючих машин або більш ефективних виробничих процесів. Відомим історичним прикладом технологічного безробіття є зубожіння ткачів-ремісників після впровадження механізованих ткацьких верстатів. Сучасним прикладом технологічного безробіття є скорочення касирів в магазинах роздрібної торгівлі після впровадження кас самообслуговування.
Загальновизнаним є, що технологічні зміни можуть привести до короткострокової втрати робочих місць. Думка про те, що вони можуть привести до довгострокового зростання безробіття, тривалий час було спірним. Учасників дебатів про технологічне безробіття можна розділити на оптимістів і песимістів. Оптимісти згодні, що інновації можуть порушити функціонування робочих місць в короткостроковій перспективі, але все ж вважають, що різні компенсуючі ефекти дозволяють уникнути довгострокових негативних наслідків для робочих місць. У той час як песимісти стверджують, що принаймні при деяких обставинах нові технології можуть призвести до тривалого спаду в загальній чисельності працівників у сфері зайнятості. Словосполучення «технологічне безробіття» було популяризована Кейнсом в 1930-ті роки. При цьому питання витіснення людської праці машинним обговорювалося щонайменше з часів Аристотеля.
До XVIII століття як еліта, так і прості люди зазвичай мали песимістичний погляд на технологічне безробіття; при цьому через, як правило, низького рівня безробіття в період, що передував Новому часу, ця тема рідко викликала помітну стурбованість. У XVIII столітті побоювання з приводу впливу техніки на робочі місця посилювалися в міру зростання масового безробіття, особливо у Великій Британії, яка була тоді в авангарді промислової революції. Тим не менш, деякі економічні мислителі почали заперечувати проти цих страхів, стверджуючи, що в цілому нововведення не матимуть негативних наслідків для робочих місць. Ці доводи були формалізовані на початку XIX століття в працях класичних економістів. У другій половині XIX століття ставало все більш очевидним, що технічний прогрес відповідає інтересам всіх верств суспільства, включаючи робітничий клас. Заклопотаності з приводу негативного впливу інновацій поменшало. Твердження, що інновації матимуть довгострокові негативні ефекти для зайнятості, стали називати «луддизмом».
Думка про те, що розвиток технологій веде до довгострокового безробіття, неодноразово висловлювалася меншістю економістів. На початку 1800-х років до цієї меншості входив сам Рікардо. У періоди короткого загострення дискусії в 1930-х і 1960-х роках групи економістів висловлювали застереження про технологічне безробіття. Нові застереження були висловлені в заключні два десятиліття XX століття, коли коментатори, особливо в Європі, відзначали довготривале зростання безробіття в промислово розвинених країнах з 1970-х років. Але явна більшість як професійних економістів, так і зацікавленої громадськості дотримувалося оптимістичних поглядів на цю проблему протягом більшої частини XX століття.
У другому десятилітті XXI століття вийшов ряд досліджень, в яких висунута гіпотеза, що технологічне безробіття, можливо, зростає в усьому світі. Подальше її підвищення прогнозується в найближчі роки. Хоча багато економістів і коментатори продовжують стверджувати, як це було широко прийнято протягом більшої частини попередніх двох століть, що такі побоювання є необгрунтованими, стурбованість технологічним безробіттям знову росте.

## Питання технологічного безробіття

### Причини
Існує думка, що заміщення робочих місць механізмами (автоматами, роботами тощо) зумовлено самою природою капіталізму : 
 Незважаючи на всю риторику, пов'язану з поглядом на бізнес як на джерело робочих місць, жоден розсудливий бізнесмен не захоче розширювати свій штат без вагомих на те причин - він зробить це, тільки якщо не залишиться іншого вибору. Рух у бік все більшої автоматизації не є результатом поширення якогось особливого підходу до проектування систем або особистих пристрастей інженерів: воно обумовлено самою природою капіталізму. Жоден розумно мислячий бізнесмен не зможе встояти перед спокусою впровадження трудозберегаючих технологій. Щоб змінити це, недостатньо просто закликати до совісті інженерів і конструкторів: доведеться поміняти базову систему стимулів і мотивації, яка є невід'ємною частиною ринкової економіки. 

### Довгостроковий вплив на зайнятість
Лоуренс Саммерс
Як правило, всі учасники дискусії про технологічну зайнятості згідні з тим, що результатом технічних інновацій можуть бути тимчасові втрати робочих місць. Аналогічно, ніхто не сперечається, що інновації часом роблять позитивний вплив на працівників. Розбіжності стосуються того, чи можуть інновації надавати довгостроковий негативний вплив на загальний рівень зайнятості. Емпірично можна оцінити рівень постійного безробіття, але її причини є предметом дискусії. Оптимісти вважають, що короткострокове безробіття може бути викликане нововведенням; проте вони стверджують, що через деякий час компенсуючі ефекти приведуть до створення як мінімум стільки ж робочих місць, скільки спочатку було знищено. Хоча цей оптимістичний погляд постійно ставиться під сумнів, він був домінуючим серед мейнстрім-економістів протягом більшої частини XIX і XX століть.
У 1960-х роках стала популярною концепція структурного безробіття — постійного рівня безробіття, яка не зникає навіть у найвищій точці бізнес-циклу. Для песимістів, технологічне безробіття є одним із факторів, що стимулюють більш широке явище структурного безробіття. З 1980-х років навіть найоптимістичніші економісти все частіше визнають, що в країнах з розвиненою економікою дійсно виникло таке явище, як структурне безробіття, але вони схильні звинувачувати в цьому глобалізацію і офшоризацію виробництва, а не технологічні зміни. Інші стверджують, що основна причина стійкого підвищення безробіття — це небажання урядів проводити експансіоністську політику, пов'язану з відмовою від кейнсіанства, яке відбулося в 1970-х і початку 1980-х років. У XXI столітті і особливо з 2013 року, песимісти зі зростаючою частотою стверджують, що довгострокове технологічне безробіття становить зростаючу загрозу для всього світу. З іншої, більш позитивної сторони, деякі стверджують, що технічний прогрес призведе до зміни структури організації в тому сенсі, що управлінці будуть все більше спеціалізуватися на своїх ролях, оскільки технологія, яка допомагає спільній роботі і управління робочими процесами, дозволить співробітникам управляти самими собою. В результаті роль управлінців зміниться, управлінці сконцентруються на підтримку співробітників і підвищенні їх продуктивності; таким чином, це дозволить співробітникам додавати більше, а не менше, вартості.

### Компенсуючі ефекти

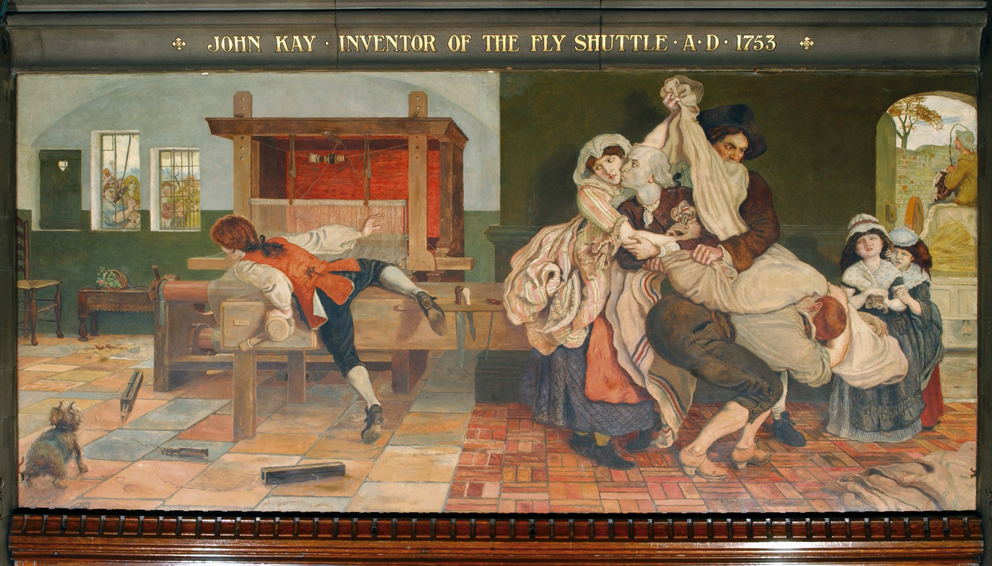
Джон Кей, винахідник літаючого човника (1753 рік), зображений на картині Форда Медокса Брауна, цілує на прощання дружину, коли чоловіки забирають його подалі від будинку і від натовпу, розгніваного його працеощадним механічним ткацьким верстатом. Компенсуючі ефекти були широко зрозумілі в той час.

Компенсуючі ефекти — це сприятливі для зайнятості наслідки інновацій, які «компенсують» втрати робочих місць для працівників, спочатку викликані новою технологією. У 1820-х роках кілька компенсуючих ефектів були описані Сеем у відповідь на твердження Рікардо про можливість довгострокового технологічного безробіття. Незабаром після цього ціла система ефектів була розроблена Рамсея Маккуллохом. Маркс, який назвав цю систему «теорія компенсації», оскаржував ідеї Маккуллоха і стверджував, що жоден з описаних ним ефектів не може гарантовано працювати. Розбіжності з приводу ефективності компенсації залишається центральною частиною академічних дебатів по технологічному безробіттю досі.
Компенсуючі ефекти містять у собі:
1. нові машини (додаткову працю, необхідну для створення нового обладнання, якого вимагає інновація);
2. нові інвестиції (нові технології ведуть до економії на витратах, а, отже, до збільшення прибутку і нових інвестицій);
3. зміни в заробітній платі (у тих випадках, коли безробіття все ж виникає, вона може привести до зниження зарплати, дозволяючи найняти більше працівників, з іншого боку, іноді заробітна плата збільшується у міру зростання продуктивності працівників — це призводить до збільшення їх доходів і, отже, витрат, що в свою чергу стимулює створення нових робочих місць);
4. зниження цін (яке веде до зростання попиту, а отже до множення робочих місць);
5. нові продукти (інновації безпосередньо створюють нові робочі місця).

Ефект нових машин зараз рідко обговорюється економістами; часто вважають, що Маркс з успіхом спростував його. Навіть песимісти визнають, що ефект нових продуктів може іноді мати позитивний вплив на зайнятість. При цьому необхідно відзначити істотну різницю між «інновацією процесу» і «інновацією продукту». Наскільки дієві інші ефекти, широко обговорювалося протягом всієї історії сучасної економіки; в цілому ця проблема поки не вирішена.
В даний час багато песимістично настроєних економістів схильні погоджуватися з оптимістами, що компенсуючі ефекти були дієвими протягом більшої частини XIX і XX століть. Однак вони вважають, що прихід комп'ютеризації означає, що тепер компенсуючі ефекти стали менш дієвими. Ранній приклад цього аргументу дав Василь Леонтьєв в 1983 році. Він визнав, що після короткочасного спаду на початку промислової революції, розвиток механізації збільшив попит на робочу силу, а також дозволив підвищити зарплати завдяки наслідкам, які випливають на підвищення продуктивності. Хоча ранні машини знизили попит на м'язову силу, вони були нерозумні і потребували великих армій людських операторів, щоб залишатися продуктивними. Однак з моменту появи комп'ютерів на робочому місці зменшилася потреба не тільки в людській м'язової силі, але і в силі людського мозку. Отже, хоча продуктивність продовжує рости, зниження попиту на працю людини може означати меншу заробітну плату і меншу зайнятість.

### Помилка луддитів
Алекс Табаррок
Термін «оман луддитів» іноді використовується, щоб підкреслити, що стурбовані довгостроковим технологічним безробіттям роблять помилку, тому що не враховують компенсуючі ефекти. Люди, які вживають цей термін, як правило, чекають, що технічний прогрес не матиме довгострокового впливу на рівень зайнятості та в кінцевому підсумку буде підвищувати заробітну плату для всіх працівників, тому що прогрес сприяє збільшенню загального багатства суспільства. Цей термін заснований на подіях початку XIX століття, пов'язаних з луддитами. Протягом XX століття і в першому десятилітті XXI століття, домінуючою точкою зору серед економістів було те, що віра в довгострокове технологічне безробіття дійсно є помилкою. Останнім часом все більше висловлюється думка, що такий оман може виявитися вірним.
Існують два базових пояснення для довгострокових проблем з технологічної зайнятістю. Луддитам традиційно (хоча неясно, наскільки вірно) приписується розуміння першого з цих пояснень, що є помилковим. Згідно з цим поясненням, існує фіксований обсяг роботи, і якщо його виконують машини, то для людей не залишається жодної іншої роботи. Це називається помилкою при незмінному обсязі робіт. Однак інше пояснення полягає в тому, що довгострокові проблеми виникають не через незмінний об'єм роботи. Згідно з цим поясненням, існуючий обсяг роботи нескінченний, але (1) машини можуть робити більшість видів «простої» праці, (2) визначення того, що є «простою» працею, розширюється в міру того, як інформаційні технології прогресують, і (3) для роботи, яка лежить за межами «простої» праці (складної праці, яка вимагає великих навичок, талантів, знань і розуміння глибинних зв'язків між частинами знань), може знадобитися більш висока ступінь пізнання, ніж більшість людей будуть здатні досягти, так як згідно пункту (2) складність праці, недоступної для машин, весь час зростає. Ця остання точка зору підтримується більшістю сучасних критиків, що допускають можливість довгострокового, системного технологічної безробіття.

### Рівні кваліфікації і технологічне безробіття
Серед тих, хто обговорює вплив інновацій на ринок праці, поширена думка, що від інновацій в основному страждають люди з низькою кваліфікацією, в той час як часто в виграші опиняються кваліфіковані працівники. За словами вчених, таких як Лоуренс Ф. Кац, це може бути вірним для більшої частини XX століття, однак ще в XIX столітті інновації у виробництві в основному витісняли дорогих кваліфікованих ремісників і йшли на користь робітникам із низькою кваліфікацією. Хоча інновації XXI століття витісняють деякі некваліфіковані роботи, інші малокваліфіковані професії залишаються стійкими до автоматизації, а робота «білих комірців», що вимагає кваліфікації середнього рівня, все частіше виконується комп'ютерними програмами.
Однак деякі нещодавні дослідження, такі як робота 2015 року Георга Гратца і Гая Майклса, виявили, що принаймні в їхній дослідницькій області — вплив промислових роботів — інновації підвищують оплату праці висококваліфікованих працівників, але мають негативний вплив на осіб з низькою або середньою кваліфікацією. Доповідь 2015 року, підготовлена Карлом Бенедиктом Фреєм, Майклом Осборном і Citi Research, підтверджує, що інновації руйнівні в основному для середньокваліфікованих робочих місць, але пророкує, що в найближчі десять років вплив автоматизації ляже всією своєю вагою на осіб з низьким рівнем кваліфікації.
Джефф Колвін з «Форбс» стверджує, що прогнози про те, які види робіт комп'ютер ніколи не зможе виконати, одні за одними виявляються неточними. Кращий підхід до визначення навичок, які дозволять людям за будь-яких обставин додавати вартість — це виявити види робіт, в яких люди несуть відповідальність за важливі рішення, такі, як судді, генеральні директори і члени уряду, або де людська природа вимагає глибокого задоволення міжособистісних потреб, навіть якщо ці завдання можуть бути автоматизовані.

### Раніше XVI століття

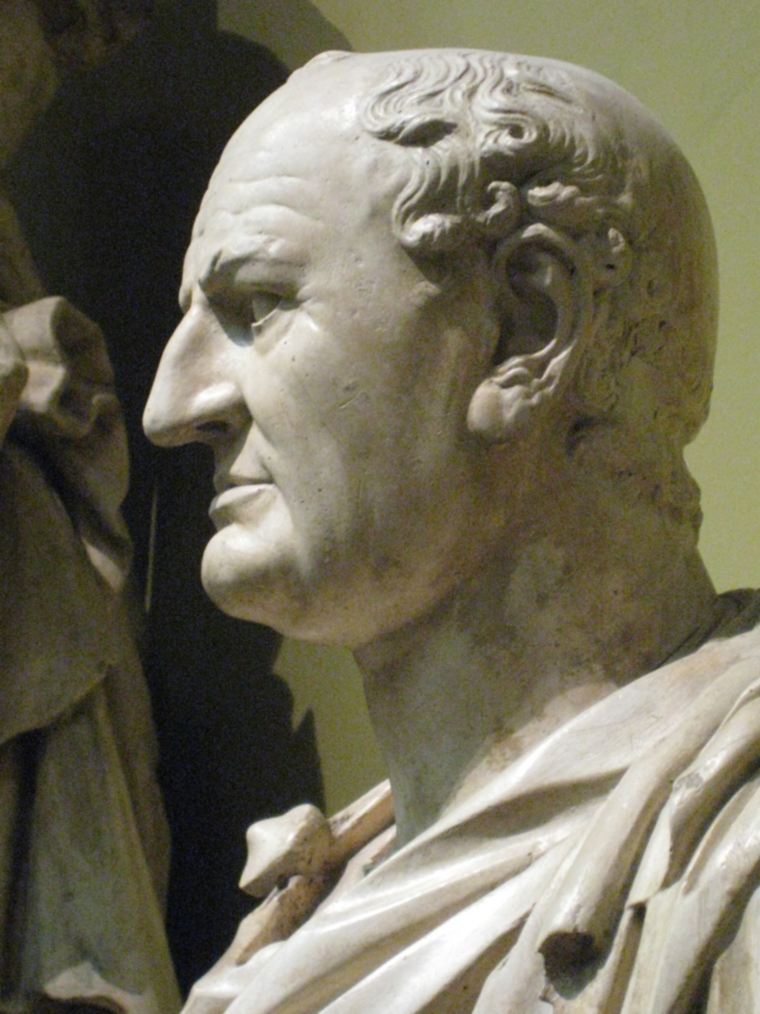
Римський імператор Веспасіан — одного разу він відмовився від винаходу, що знижує вартість транспортування важких вантажів, зі словами «ви повинні дозволити моїм бідним перевізникам заробляти свій хліб».